# Tongre-Saint-Martin
Tongre-Saint-Martin is een dorp in de Belgische provincie Henegouwen, en een deelgemeente van de Waalse stad Chièvres.
Tongre-Saint-Martin was tot 1970 een zelfstandige gemeente toen werd ze aangehecht bij de gemeente Chièvres.

## Bezienswaardigheden
- De Sint-Martinuskerk (Église Saint-Martin) is een classicistisch bouwwerk van 1775. In het interieur vindt men schoon metselwerk.

## Natuur en landschap
Tongre-Saint-Martin ligt aan het Kanaal Blaton-Aat en aan de daarmee parallel stromende Hunelle. De hoogte aan de kerk bedraagt 56 meter.

## Demografische ontwikkeling
- Bronnen:NIS, Opm:1831 tot en met 1961=volkstellingen

## Nabijgelegen kernen
Tongre-Notre-Dame, Ormeignies, Chièvres, Ladeuze